# Christoph Winder

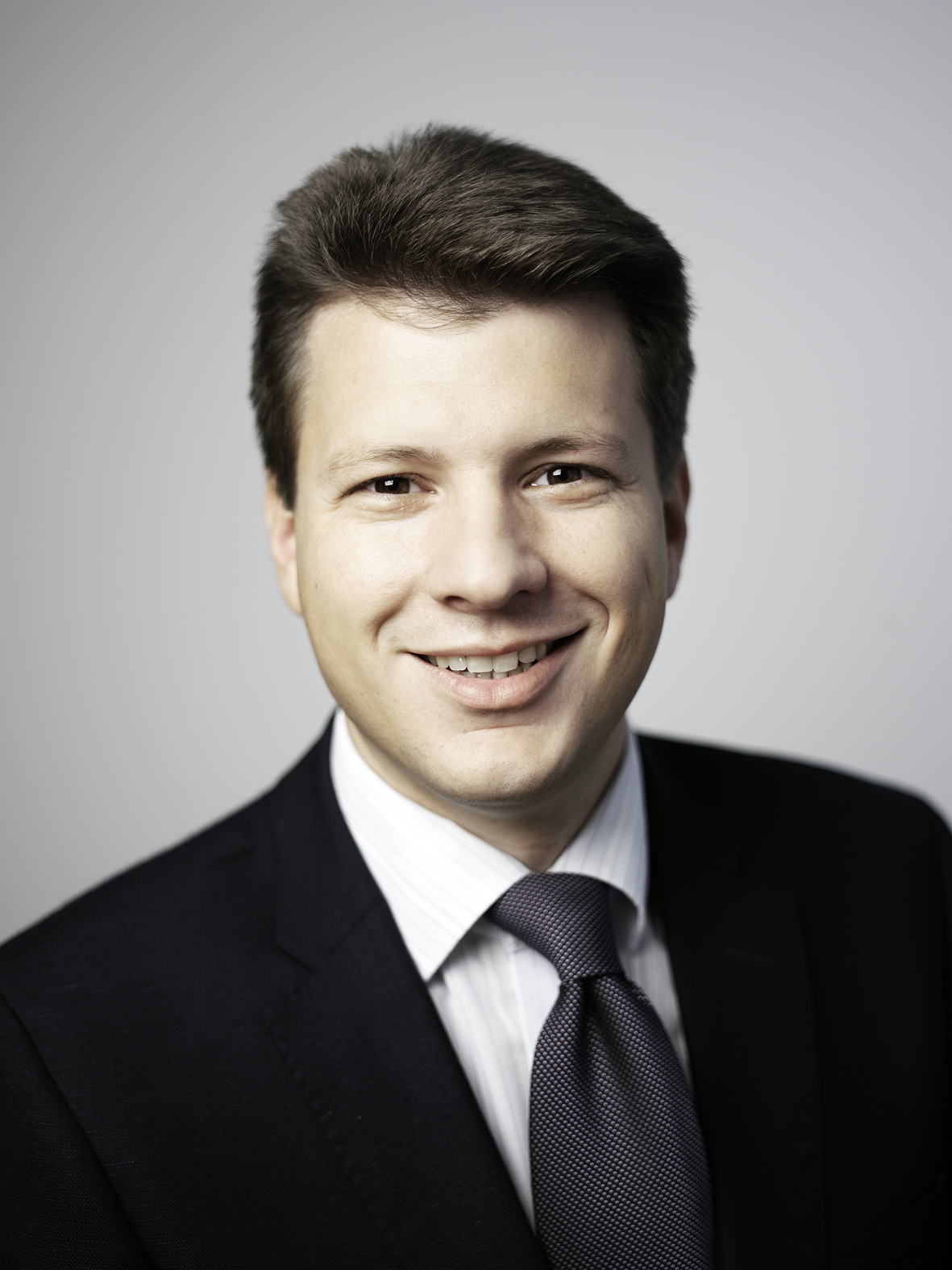
Christoph Winder (2010)

Christoph Winder (* 28. März 1975 in Dornbirn) ist ein österreichischer Politiker (ÖVP) und Manager. Winder war von 1999 bis 2014 Abgeordneter zum Vorarlberger Landtag und lebt in Dornbirn. Er ist verheiratet und Vater dreier Kinder.
Winder wurde am 5. Oktober 1999 nach der Landtagswahl 1999 erstmals als Abgeordneter zum Vorarlberger Landtag angelobt. Innerhalb des ÖVP-Landtagsklubs war er dabei Bereichssprecher für Arbeit, Kultur und Gesundheit. Bei der Landtagswahl 2009 kandidierte er auf Platz 8 der ÖVP-Landesliste und war in der Folge in der 29. Legislaturperiode des Landtags Vorsitzender des Kultur- und Bildungsausschusses.
Bereits im Vorfeld der Landtagswahl 2014 gab Christoph Winder bekannt, nicht mehr für den Landtag zu kandidieren. Er schied daher mit der Angelobung der neuen Landtagsabgeordneten am 15. Oktober 2014 aus dem Landtag aus. Seit 1. Jänner 2018 ist Christoph Winder Mitglied im Vorstand des Handelsunternehmens Haberkorn GmbH in Wolfurt, wo er zuvor lange als Personalleiter gearbeitet hatte.